# Golpe de Estado na Tailândia em 2006

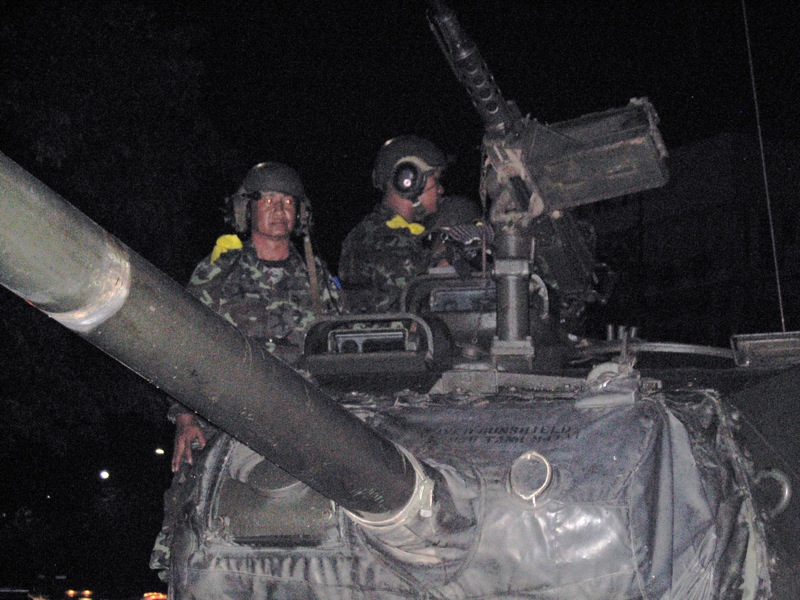
Tanques vigiando a capital, Banguecoque, durante a noite de 19 de setembro de 2006.

O golpe de Estado na Tailândia de 2006 ocorreu em uma terça-feira, 19 de setembro de 2006, quando o Exército Real Tailandês encenou um golpe de Estado contra o governo interino do primeiro-ministro eleito Thaksin Shinawatra, que se encontrava nos Estados Unidos participando de uma assembleia nas Nações Unidas. O golpe de Estado, que foi a primeira mudança de governo não constitucional da Tailândia em 15 anos, resultou de uma crise política que durou um ano, envolvendo Thaksin, seus aliados e adversários políticos, devido às controversas transações financeiras da família de Thaksin, e ocorreu menos de um mês antes das eleições a nível nacional que estavam originalmente programadas para serem realizadas. Tem sido amplamente divulgado na Tailândia e em outros lugares que o general Prem Tinsulanonda, presidente do Conselho Privado, foi o mentor do golpe. Os militares cancelaram as futuras eleições, revogaram a Constituição, dissolveram o Parlamento e a Corte Constitucional, proibiram protestos e todas as atividades políticas, reprimiram e censuraram a mídia, declararam lei marcial em todo o país, e prenderam membros do gabinete.
Os novos governantes, liderados pelo general Sonthi Boonyaratglin e organizados em um Conselho para a Reforma Democrática (CDR), emitiram um pronunciamento em 21 de setembro que definiu as suas razões para tomar o poder e ofereceu um compromisso de restaurar um governo democrático dentro de um ano. No entanto, o CDR também anunciou que após as eleições e o estabelecimento de um governo democrático, o conselho seria transformado em um Conselho de Segurança Nacional, cujo papel futuro na política tailandesa não foi explicado. 
Os líderes golpistas declararam sua lealdade ao Rei, e, no dia seguinte, o rei Bhumibol Adulyadej apoia o golpe e o governo militar do general Sonthi Boonyaratglin por um decreto real legitimando a derrubada de um governo legítimo; Sonthi assume a liderança de um governo interino e do Conselho para a Reforma Democrática sob os auspícios da Monarquia Constitucional.
As províncias rurais do norte e nordeste seriam leais ao primeiro-ministro Thaksin, enquanto que as áreas urbanas mais prósperas, Banguecoque, e o sul apoiariam os golpistas.
O CNS posteriormente elaborou uma constituição provisória e nomeou o general reformado Surayud Chulanont como premiê. A lei marcial foi levantada em 41 das 76 províncias da Tailândia em 26 de janeiro de 2007, mas permaneceu em vigor em outras 35 províncias. As eleições foram realizadas em 23 de dezembro de 2007, depois que um tribunal designado pelos militares proibiu o partido Thai Rak Thai de Thaksin Shinawatra e baniu executivos desse partido de concorrer nas eleições por 5 anos.